# Juan Manuel Ortí y Lara
Juan Manuel Ortí y Lara (Marmolejo, 29 d'octubre de 1826 - Madrid, 7 de gener de 1904) va ser un filòsof, advocat i periodista catòlic i integrista espanyol.

## Biografia
Va néixer a la vila de Marmolejo, Jaén. Fill del metge Vicente Orti Criado y Marina de Lara. De 1839 a 1840 va estudiar al Col·legi d'Humanitats d'Andújar. En 1841 marxa a Jaén i ingressa al Col·legi d'Humanitats, cridat de Nuestra Señora de la Capilla, on rep la influència del canonge de la Catedral de Jaén i professor del Col·legi José Escolano y Fenoy futur Bisbe de la Diòcesi de Jaén, qui el va introduir en la lectura d'autors com Bonald, Frayssinous i Jaume Balmes. Ortí y Lara es va casar amb la germana del seu mestre, qui va morir a Madrid el 13 de juny de 1896. A la seva memòria dedicaria Orti els seus Fundamentos de la Religión, en els quals es troben referències a les Lecciones elementales de los Fundamentos de la Religión d'Escolano.
De Jaén va marxar a Granada, i allí va cursar Jurisprudència. Li van atorgar una beca de jurista en el Col·legi de San Bartolomé y Santiago, que encara per aquell temps estava organitzat a l'antiga, amb el seu internat, càrrecs escolars de clàssic sabor i actes públics en què se sostenien tesis en llatí i en forma silogística. Va estudiar quatre cursos a Granada, i de 1846 a 1848 els va fer a Madrid, on va conèixer Jaume Balmes.
En acabar els seus estudis de Dret va tornar a Granada, ingressant en el Professorat oficial. En 1847 i prèvia oposició, havia estat nomenat regent de segona en Psicologia i Lògica. En 1848 va ser nomenat substitut de la classe de Lògica a l'Institut. En 1849 va obtenir per oposició la plaça de catedràtic.
Va rebre malament la revolució de 1868 i es va negar a acatar la Constitució Espanyola de 1869 per considerar que trencava la unitat catòlica del país. Per aquest motiu fou destituït. Aleshores va ingressar a l'Associació de Catòlics, presidida pel Marquès de Viluma, que havia fundat a Madrid una veritable Universitat, dirigida pel seu amic Francisco de Asís Aguilar, futur bisbe de Sogorb i Senador. També col·laborà a les revistes La Ciudad de Dios (1870) i La Razón Católica.
Va començar com a periodista a Triunfo i La Alhambra, periòdics de Granada. En 1864 fundà la societat literàrio-catòlica La Armonía, on hi va pronunciar durant els anys 1864-65 les seves Lecciones sobre el Krausismo. També fou redactor d'El Siglo Futuro, diari del Partit Integrista en el qual publicà nombrosos articles, alguns dels quals donaren lloc a les obres El Credo político de los católicos i La Inquisición.
Quan a la fi de 1890 el president del govern, el conservador Antonio Cánovas del Castillo va parlar a l'Ateneo de Madrid de la necessitat de la intervenció de l'Estat per resoldre la qüestió social —doncs no bastava amb les actituds morals: la caritat dels rics i la resignació dels pobres—, Ortí y Lara el va acusar de «caure en l'avenc del socialisme, violant els principis de la justícia, que consagren el dret de la propietat», lloant a continuació «l'ofici de la mendicitat, [que] no repugna a la religió; al contrari, la religió l'ha sancionat… i l'ennobleix. […] L'espectacle de la mendicitat… [fomenta] l'esperit cristià». En 1898 va ingressar a la Reial Acadèmia de Ciències Morals i Polítiques. Va morir a Madrid el dia 7 de gener de 1904, després d'una llarga malaltia.

## Obres
- Lecciones sobre el Krausismo (1865)
- El Credo político de los católicos
- La Inquisición
- Psicología (1852)
- Psicología y Lógica (1863)
- Manuales de Metafísica (1887)
- Curso abreviado de Psicología, Lógica y Ética (1890)